# Grayson County (Kentucky)
Grayson County ist ein County im Bundesstaat Kentucky der Vereinigten Staaten. Das U.S. Census Bureau hat bei der Volkszählung 2020 eine Einwohnerzahl von 26.420 ermittelt.
Der Verwaltungssitz (County Seat) ist Leitchfield, das nach Major David Leitch benannt wurde, dessen Witwe das Land für die Stadt stiftete. Das County gehört zu den Dry Countys, was bedeutet, dass der Verkauf von Alkohol eingeschränkt oder verboten ist.

## Geographie
Das County liegt westlich des geographischen Zentrums von Kentucky, ist im Norden etwa 50 km von Illinois, im Süden etwa 80 km von Tennessee entfernt und hat eine Fläche von 1323 Quadratkilometern, wovon 19 Quadratkilometer Wasserfläche sind. Es grenzt im Uhrzeigersinn an folgende Countys: Breckinridge County, Hardin County, Hart County, Edmonson County, Butler County und Ohio County.

## Geschichte
Grayson County wurde am 15. Januar 1810 aus Teilen des Hardin County und des Ohio County gebildet. Benannt wurde es nach Colonel William Grayson, der George Washington unterstützte.
Elf Bauwerke und Stätten des Countys sind im National Register of Historic Places eingetragen (Stand 1. Oktober 2017).

## Demografische Daten
Nach der Volkszählung im Jahr 2000 lebten im Grayson County 24.053 Menschen in 9.596 Haushalten und 6.966 Familien. Die Bevölkerungsdichte betrug 18 Einwohner pro Quadratkilometer. Ethnisch betrachtet setzte sich die Bevölkerung zusammen aus 98,26 Prozent Weißen, 0,50 Prozent Afroamerikanern, 0,17 Prozent amerikanischen Ureinwohnern, 0,14 Prozent Asiaten, 0,01 Prozent Bewohnern aus dem pazifischen Inselraum und 0,22 Prozent aus anderen ethnischen Gruppen; 0,71 Prozent stammten von zwei oder mehr Ethnien ab. 0,77 Prozent der Bevölkerung waren spanischer oder lateinamerikanischer Abstammung.
Von den 9.596 Haushalten hatten 32,1 Prozent Kinder und Jugendliche unter 18 Jahre, die bei ihnen lebten. 58,9 Prozent waren verheiratete, zusammenlebende Paare, 10,0 Prozent waren allein erziehende Mütter, 27,4 Prozent waren keine Familien, 24,1 Prozent waren Singlehaushalte und in 10,7 Prozent lebten Menschen im Alter von 65 Jahren oder darüber. Die Durchschnittshaushaltsgröße betrug 2,47 und die durchschnittliche Familiengröße lag bei 2,91 Personen.
Auf das gesamte County bezogen setzte sich die Bevölkerung zusammen aus 24,4 Prozent Einwohnern unter 18 Jahren, 9,0 Prozent zwischen 18 und 24 Jahren, 28,0 Prozent zwischen 25 und 44 Jahren, 24,6 Prozent zwischen 45 und 64 Jahren und 14,0 Prozent waren 65 Jahre alt oder darüber. Das Durchschnittsalter betrug 38 Jahre. Auf 100 weibliche Personen kamen 98,1 männliche Personen. Auf 100 Frauen im Alter von 18 Jahren alt oder darüber kamen statistisch 95,8 Männer.
Das jährliche Durchschnittseinkommen eines Haushalts betrug 27.639 USD, das Durchschnittseinkommen der Familien betrug 33.080 USD. Männer hatten ein Durchschnittseinkommen von 27.759 USD, Frauen 19.302 USD. Das Prokopfeinkommen betrug 14.759 USD. 13,9 Prozent der Familien und 18,1 Prozent der Bevölkerung lebten unterhalb der Armutsgrenze. Davon waren 24,1 Prozent Kinder oder Jugendliche unter 18 Jahre und 15,7 Prozent waren Menschen über 65 Jahre.

## Orte im County
- Anneta
- Big Clifty
- Black Rock
- Broad Ford
- Caneyville
- Clarkson
- Concord
- Conoloway
- Do Stop
- Duff
- Dug Hill
- Eveleigh
- Falling Branch
- Falls of Rough
- Fentress McMahan
- Fragrant
- Grayson Springs
- Hanging Rock
- Hickory Corner
- Higdon
- Hilltop
- Hites Falls
- Horntown
- Huffman
- Iberia
- Indian Valley
- Johnson Crossroads
- Jugville
- Lacon
- Leitchfield
- Lilac
- Linwood
- Linwood Park
- Lone Oak
- Meredith
- Millerstown
- Millwood
- Moutardier
- Neafus
- Nolin Lake Estates
- Pearman
- Peonia
- Peth
- Pine Knob
- Pine Springs
- Ponderosa
- Post
- Ready
- Rock Creek
- Royal
- Sadler
- Saint Paul
- Short Creek
- Shrewsbury
- Skaggstown
- Smithview
- Snap
- South
- Spike
- Sportsmens Paradise
- Spring Lick
- Steff
- Tar Hill
- Tilford
- Tousey
- Wax
- West Clifty
- Wheelers Mill
- Windyville
- Yeaman